# Томас де Евердон

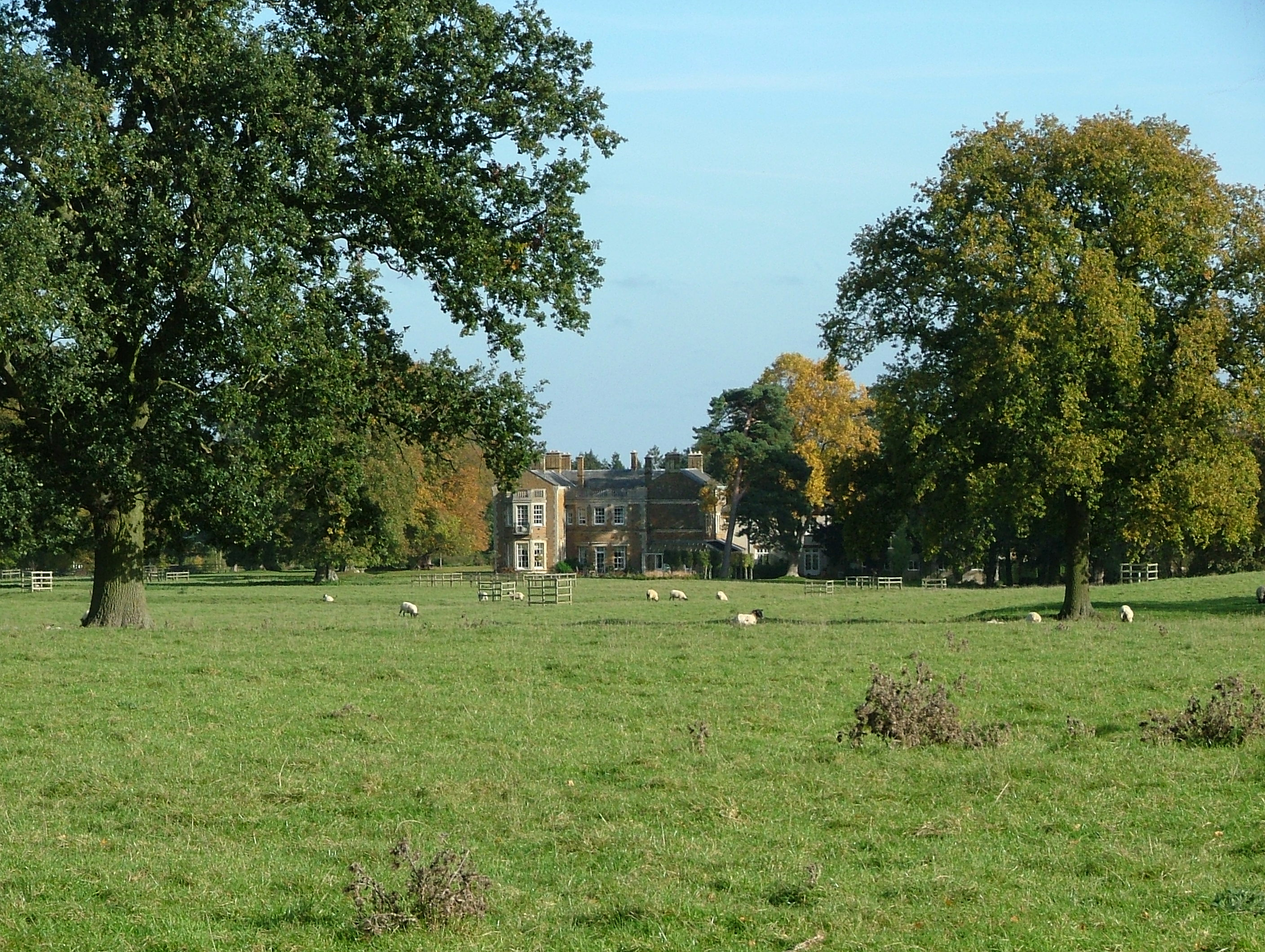
Маєток Евердон, Нортгемптоншир, ймовірне місце народження Томаса де Евердона.

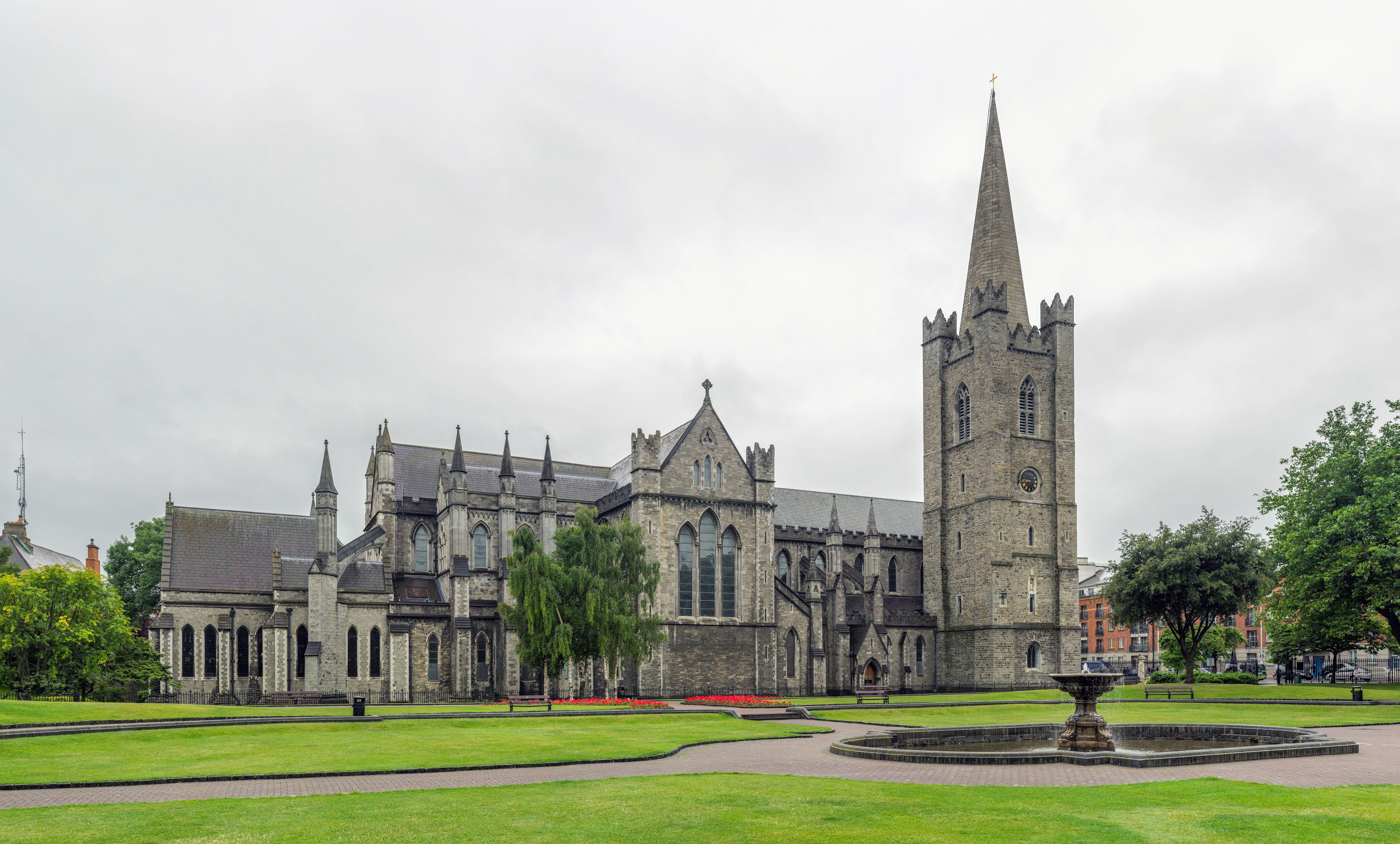
Собор Святого Патріка, Дублін, Ірландія.

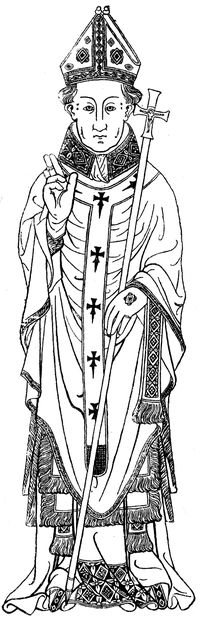
Томас Кренлі (бл. 1340 – 1417) – лорд-канцлер Ірландії. Малюнок, що зроблений в Оксфорді близько 1400 року.

Томас де Евердон (англ. - Thomas de Everdon) (бл. 1320 – 1413) – ірландський священнослужитель, суддя, юрист, державний діяч, політик англійського походження, що протягом кількох десятиліть був довіреним чиновником корони в Ірландії, виконував обов’язки лорд-канцлера Ірландії в зв’язку з поганим здоров’ям чинного лорд-канцлера.

## Життєпис
За майже п’ятдесятирічну кар’єру Томас де Евердон служив деканом собору Святого Патріка, магістром рукописів в Ірландії (юридична посада) та заступником лорда-канцлера Ірландії. Крім того, він був надзвичайно працьовитим державним службовцем, якому довіряли широкий спектр цивільних, військових та адміністративних завдань: у 1386 році король згадав про «важливу роботу Евердона в королівських справах по всій Ірландії», а наступного року про нього писали як про «уповноваженого короля». Протягом майже півстоліття згадок про нього так багато, що деякі історики сумніваються, чи всі вони можуть стосуватися однієї і тієї ж людини.

### Походження
Він походив з Евердона, що в Нортгемптонширі. Невідомо, чи мав він якийсь зв’язок із французьким бенедиктинським домом пріорату Евердон неподалік. Вважається, що він був тим самим Томасом де Евердоном, що вперше згадується в офіційних ірландських документах у 1343 році, коли йому запропонували життя в Ардкіні, графство Даун, Ірландія у 1345 році, хоча тоді він мав бути дуже молодим чоловіком, а довге і напружене життя було ще попереду. 

### Кар’єра
У 1374 році Томас де Евердон був каноніком собору Святого Патріка в Дубліні, у 1375 році він подав до Корони Англії петицію від імені декана та капітула з проханням надати необхідну королівську ліцензію на обрання нового архієпископа Дубліна замість Томаса Майнота, що помер. Він сам став деканом собору Святого Патріка у 1396 році. Під час його перебування на посаді між Папою та Короною Англії виникла суперечка щодо того, хто має право призначати декана собору Святого Патріка; зрештою, було домовлено, що церква буде обирати декана. Томас де Евердон пішов у відставку з посади декана Собору Святого Патріка в 1401 році і став пребендарієм Клонметану, графство Дублін. Він також отримував прибутки з церковної посади в соборі Святої Марії, Кілдалкі, графство Міт, з цієї посади він пішов у відставку в 1411 році. Він також володів землями в Сіддані в графстві Міт. У 1382 році після смерті Едмунда Мортімера, ІІІ графа Марч, Томас де Евердон разом з Волтером де Брюгге, одним із баронів казначейського суду (Ірландія), отримав опіку над землями в Мойлі, графство Міт, під час неповнолітності спадкоємеця.

### Заступник лорд-канцлера Ірландії
У 1373 році він був клерком корони та ханапером (головним клерк лорд-канцлера) разом з Робертом Саттоном. У розпорядженні Таємної Ради Ірландії зазначено, що річний внесок у розмірі 20 фунтів стерлінгів має бути розділений між ними. У 1374 році він був разом з Робертом Саттоном і Майстром Суду у 1386 – 1395 роках. Коротко обіймав посаду головного барона казначейства Ірландії. Він був охоронцем Великої Державної Печатки Ірландії в 1374 році і регулярно виконував обов’язки заступника лорд-канцлера Ірландії, особливо під час правління Томаса Кренлі. Томас Кренлі часто не міг виконувати свої обов’язки канцлера через вік, погане здоров’я та тиску справ та оточення. У 1402 році в документах того часу пишеться, що Евердон є новопризначеним лорд-канцлером Ірландії, але це, було тимчасовим призначенням через «велику хворобу» Томаса Кренлі. Він був другим камергером казначейства Ірландії в 1380-х роках, пішовши з посади в 1391 році. Болл стверджує, що про Евердона говорили як про можливого скарбника Ірландії в 1406 році, хоча він не міг бути набагато молодшим за Томаса Кренлі. У 1386 році, а потім знову в 1407 році він був призначений головним інгросером (переписщиком) казначейства Ірландії «за хорошу поведінку», з правом призначати заступника під час його відсутності. Наприкінці свого життя він переслідував Джона Філпота або Фулпота, купця з Дрогеди, за борг у 40 шилінгів перед Судом загальних позовів (Ірландія).
Крім того, він був найнятий Короною Англії для виконання численних адміністративних завдань: Мейсон стверджує, що вони, головним чином, включали ведення бухгалтерії для армії та наймання військ. Він був призначений королем Річардом II королівським уповноваженим разом з Джоном Лембардом для стягнення боргів короля в графствах Кілкенні, Вексфорд і Манстер (Ірландія). У 1386 році король Англії уповноважив його призначити адвокатів, які діяли б від його імені в графствах Міт і Лаут (Ірландія), на тій підставі, що він був настільки зайнятий у королівських справах по всій Ірландії, що не міг належним чином займатися своїми справами в цих двох графствах.

### Смерть
Томас де Евердон помер у 1413 році, коли йому мало бути вже за дев’яносто. Мейсон задавався питанням, чи насправді існувало два чиновники з однаковим іменем: він сумнівався, коли одна людина могла виконувати стільки різноманітних обов’язків, і чи, враховуючи очікувану тривалість життя на той час, вона могла б мати кар’єру, яка тривала б стільки десятиліть. З іншого боку, Роберт Саттон, інший сучасний Томасу Майстер Рукописів Ірландії, мав таку ж довгу та різноманітну кар’єру та помер аж у 1430 році.